# Arthur Meighen
Arthur Meighen, född 16 juni 1874 i Anderson i Ontario, död 5 augusti 1960 i Toronto, var en kanadensisk konservativ politiker.
Han gick i gymnasiet i staden St. Marys i en skola som numera heter Arthur Meighen Public School. Han avlade 1896 sin grundexamen i matematik vid University of Toronto. Han gifte sig 1904 med Isabel Cox.
Han var ledamot av underhuset i Kanadas parlament 1908-1921 och 1922-1926. Han var partiledare för Konservativa partiet 1920-1926 och 1941-1942. Han tjänstgjorde som Kanadas premiär- och utrikesminister 1920-1921 och 1926. Han var ledamot av Kanadas senat 1932-1942.
Mount Arthur Meighen är ett berg i British Columbia med en höjd på 3 205 meter över havet. Berget fick sitt nya namn två år efter Arthur Meighens död.